# Hubert Büchel
Hubert Büchel (Feldkirch, 30 novembre 1951) è un diplomatico liechtensteinese.

## Biografia
Hubert Büchel è nato nel 1951 a Feldkirch, conseguì il diploma di maturità alla Handelsakademie Bregenz nel 1971 e lavorò alla Hilti di Schaan fino al 1973.
Nel 1977 si laureò in scienze sociali ed economiche all'Università di Innsbruck; fu assistente universitario all'Istituto di finanza e ottenne il titolo di dottore con una tesi sul servizio pubblico in Liechtenstein tra il 1950 e il 1980 dal punto di vista economico (1982).
Lavorò all'Ufficio degli Affari Economici (AVW) del Governo dal 1981; ne fu direttore dal 1994 al 2007 e durante l'adesione del Paese allo Spazio economico europeo. È stato segretario della Commissione bancaria del Liechtenstein dal 1988 al 1995 e fece parte del consiglio del Liechtenstein Institut dal 1993 al 1999.
Occupò un ruolo chiave in materia di politica estera ricoprendo l'incarico di ambasciatore in Svizzera, dal 21 giugno 2007 fino alla richiesta della pensione. Ha scritto pubblicazioni su temi economici e vive a Ruggell, dove lavora anche come console onorario di Finlandia dal 30 settembre 2013.
Nel giugno del 2023 è stato insignito dell'Ordine del Leone di Finlandia dal presidente Sauli Niinistö per mano dell'ambasciatore Valtteri Hirvonen.

## Vita privata
È sposato, ha una figlia e due figli.